# バーサ・ニューカム
バーサ・ニューカム（Bertha Newcombe、1857年2月17日 - 1947年6月11日）はイギリスの画家、イラストレーター、女性参政権を求めて戦ったサフラジェットとしても活動した。

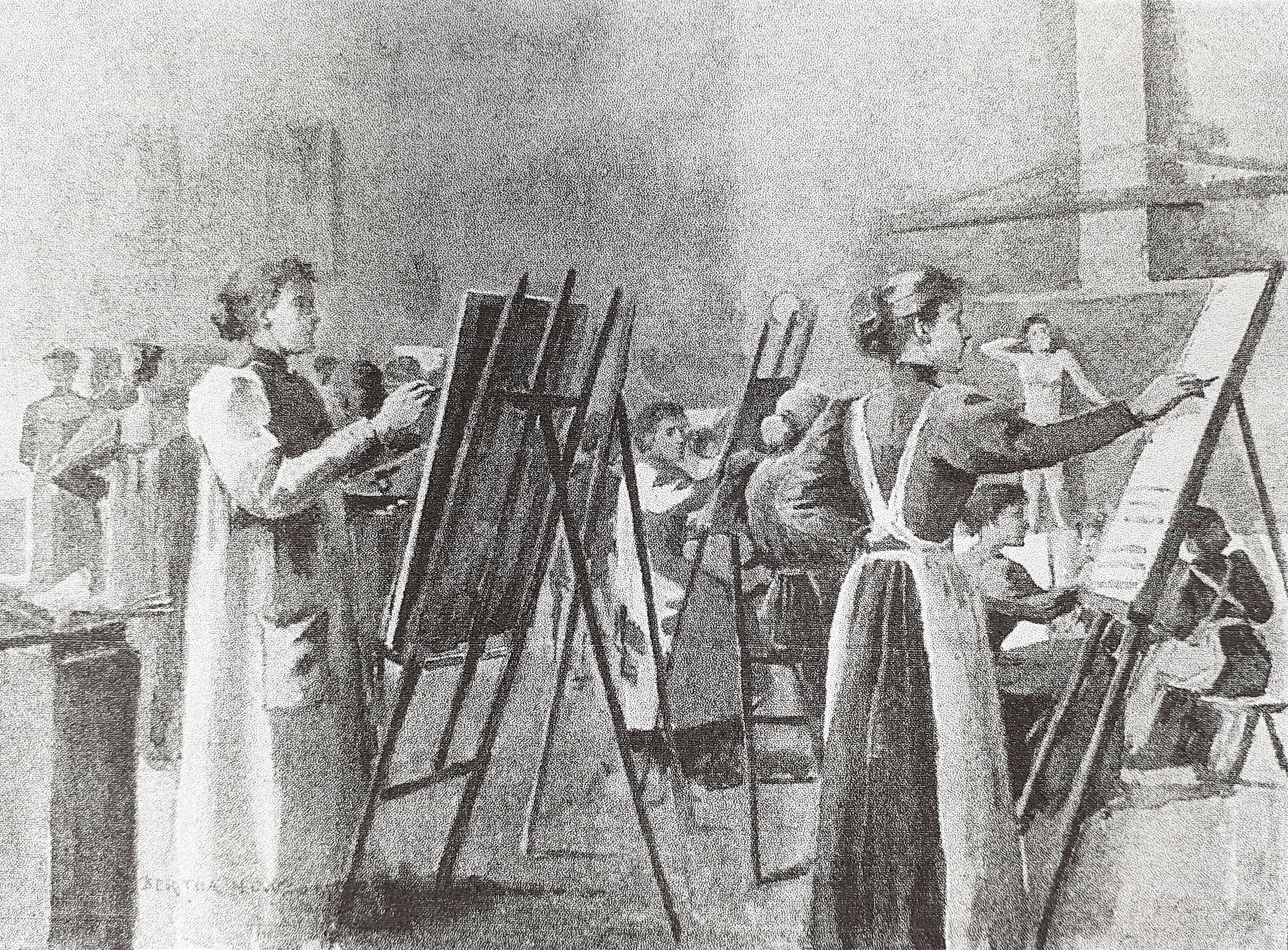
ニューカム(画) スレード美術学校女性クラスの授業風景

## 略歴
ロンドンで生まれた、父親は教育者で、子供の教育に関する著作があり、学校を経営していた。1853年になって父親は、学校を写真学校に変え、スタジオを開き、この学校は経済的に大きな成功を収めた。豊かな資産を得た後、父親はアマチュア水彩画家としても活動した。バーサが13歳になった1870年に、父親は学校を売却し、家族はクロイドンの大きい邸に移った。また叔父に有名な水彩画家、サミュエル・プラウトがいたことも美術の道に進む助けになった。
父親から絵を学んだ後、19歳の時、ロンドンのスレード美術学校に入学し 、美術学校の教授に任命されたばかりのフランス出身の画家、版画家のアルフォンス・ルグロのもとで学んだ。アルフォンス・ルグロは優秀な学生には、パリに渡って修業することを奨励していたので、ニューカムもスレード美術学校を卒業後、パリに渡り、アカデミー・コラロッシで学んだ。
1880年から婦人芸術家協会（当時の名称はSociety of Lady Artists、後のSociety of Women Artists ）に出展を始めた 。1882年からロイヤル・アカデミー・オブ・アーツの展覧会にも出展し、1888年からはパリで学んだ芸術家たちが創立した新しい美術団体、ニュー・イングリッシュ・アート・クラブ(NEAC)にも出展した。NEACは、印象派のスタイルの画家などをめぐって分裂をるが、ニューカムは1894年までNEACの展覧会に出展した。
1890年代に入って、雑誌の挿絵などの制作に重点を移し、イギリスの社会主義知識人による社会運動であるフェビアン協会の活動に関与していくことになった。フェビアン協会の重要なメンバーであるジョージ・バーナード・ショーや、シドニー・ウェッブとベアトリス・ウェッブの夫妻と親しくなり、彼らの肖像画を描き、協会のパンフレットの挿絵を描いた。
その後も母親とともに女性参政権の活動家として活動した。

## 作品

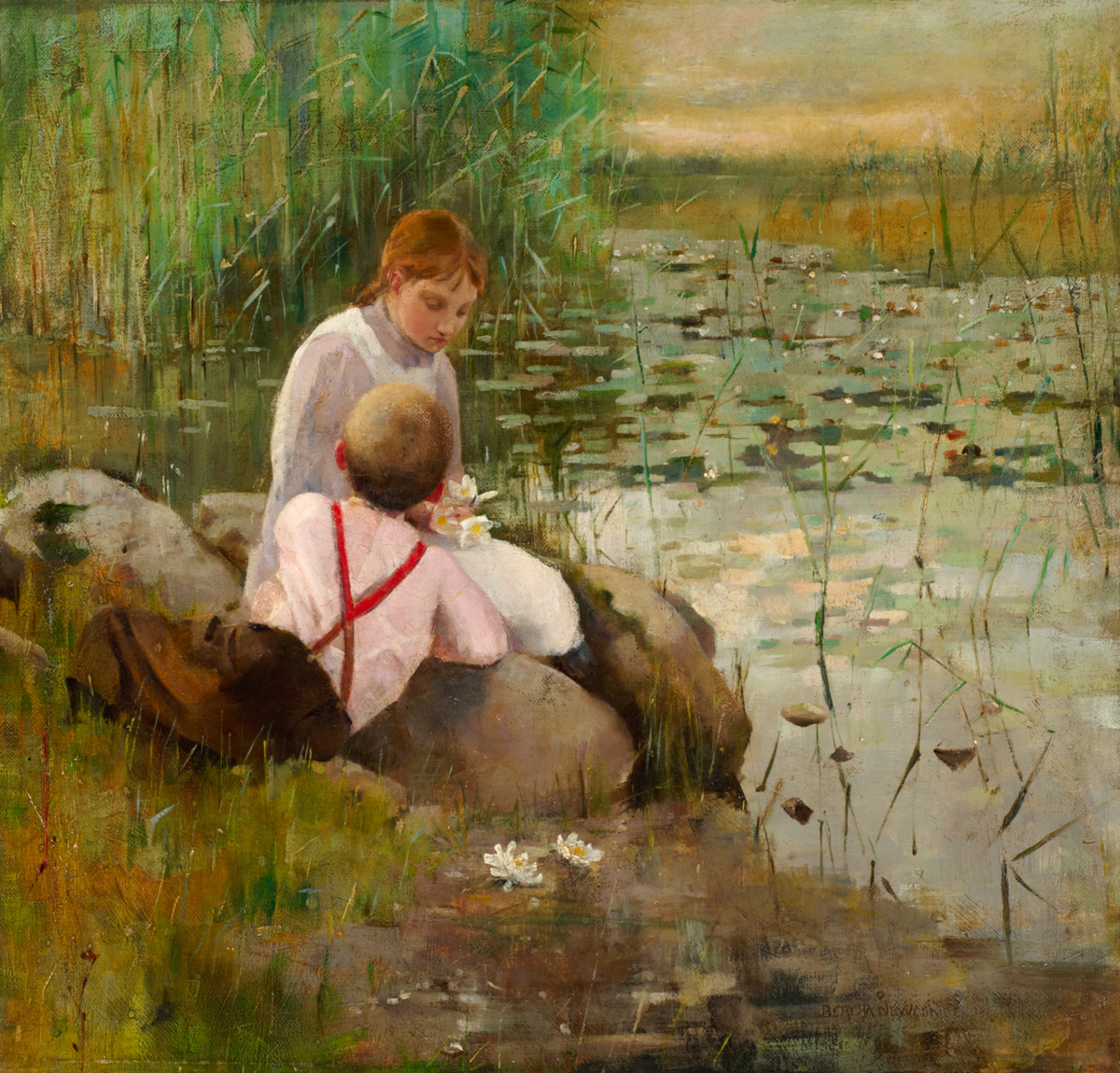
"Lilies"
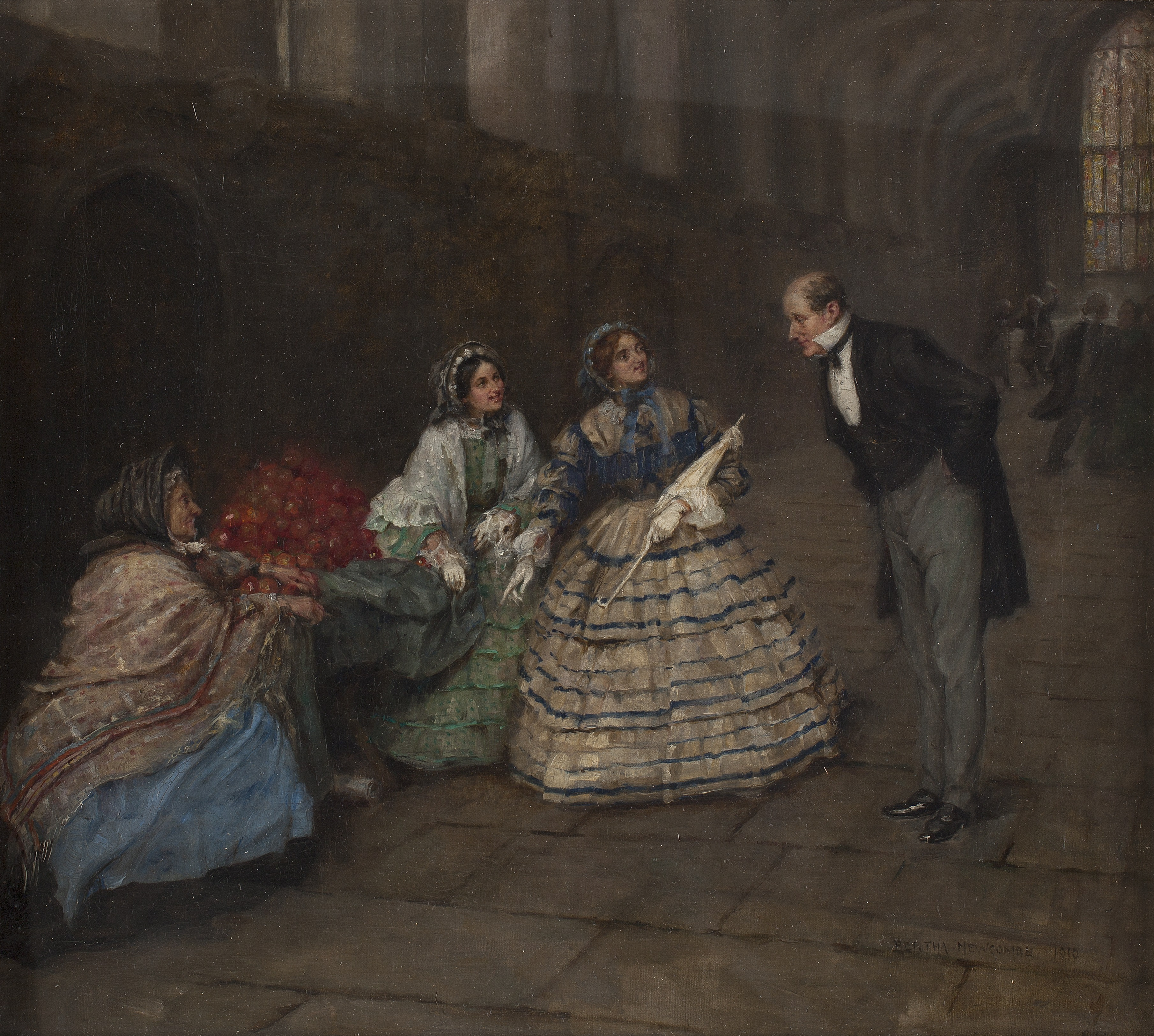
ジョン・スチュアート・ミルに婦人参政権の請願を渡すエミリー・デーヴィスとエリザベス・ギャレット。
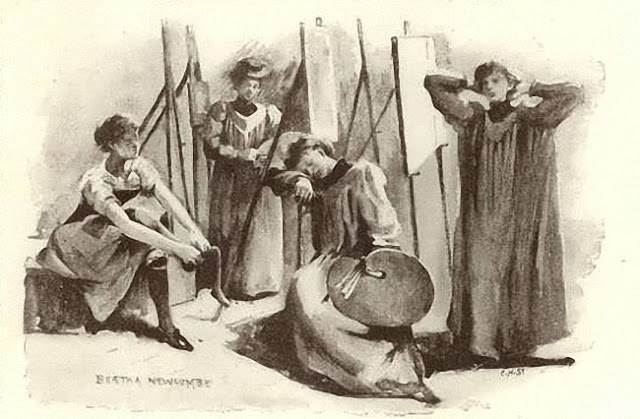
アカデミー・コラロッシの女子学生

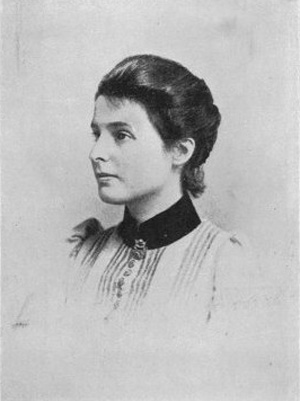
ベアトリス・ウェッブ-フェビアン協会の主要メンバー
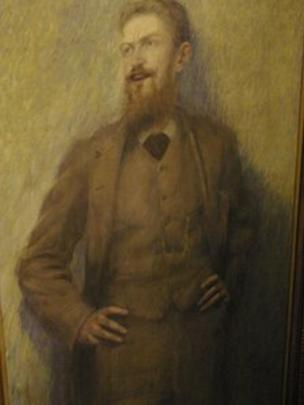
ジョージ・バーナード・ショー
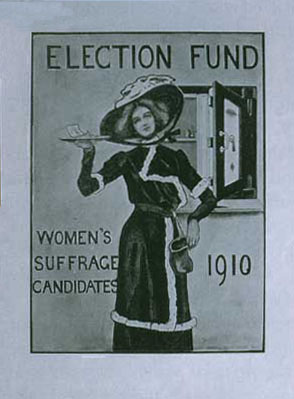
アーティスツ・サフレージ・リーグのポスター
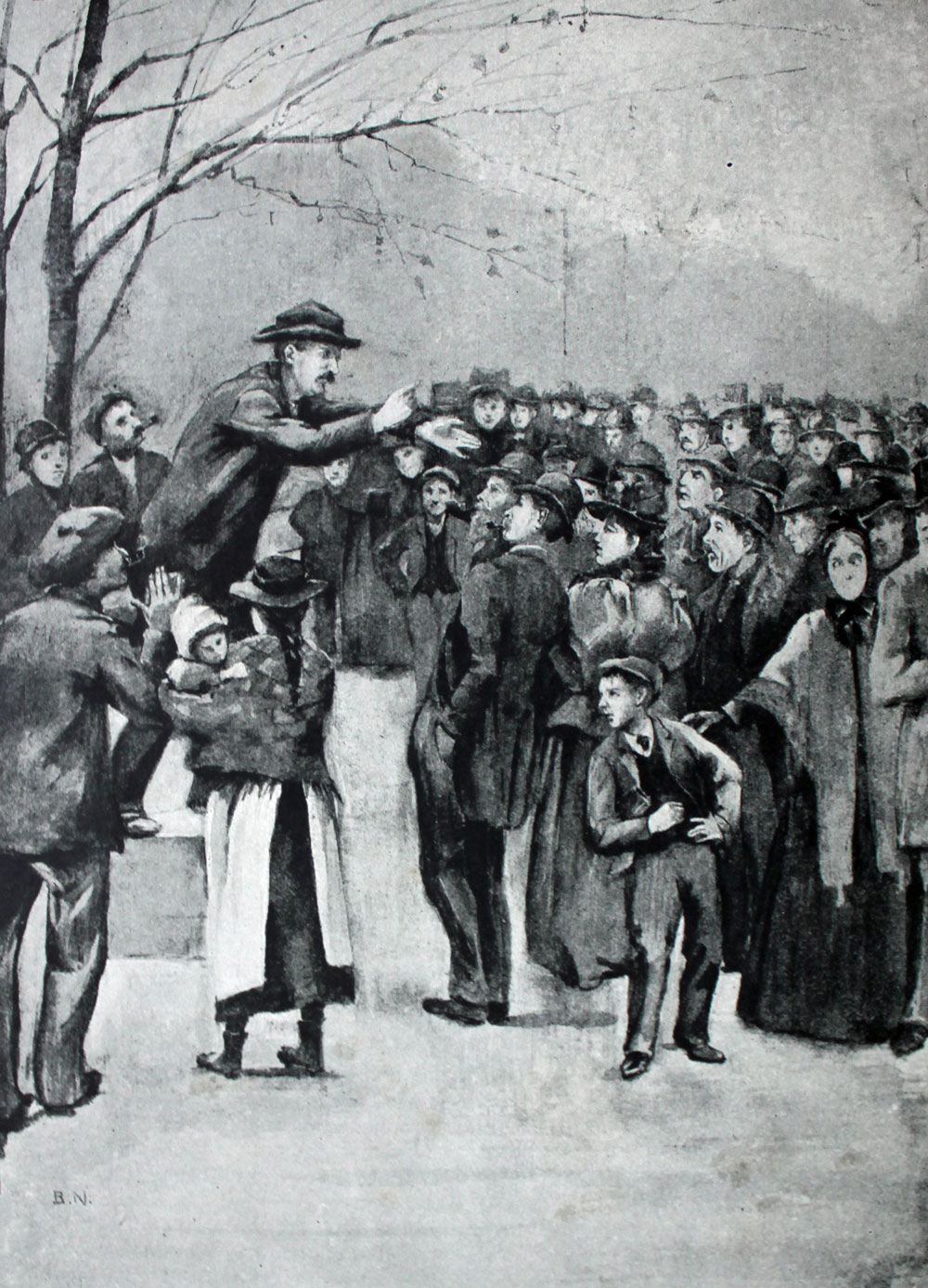
ハイド・パークの社会主義者